# El eco
El eco è un film documentario del 2023 diretto da Tatiana Huezo. Il film è stato candidato al 73º Festival Internazionale del Cinema di Berlino.

## Trama
El Eco, un remoto villaggio di Puebla, sugli altopiani messicani, dove le condizioni cambiano drasticamente tra le stagioni, i bambini accudiscono le pecore e si prendono cura degli anziani. Affrontando il gelo e la siccità, i bambini imparano a capire la morte, la malattia e l'amore da ogni parola e da ogni silenzio dei loro genitori. El Eco è una storia sull'eco di ciò che sta nell'anima, sulla certezza del calore di chi ci circonda, "sulla ribellione e la vertigine di fronte alla vita" e "sulla crescita".

## Produzione
Il film è il quinto lungometraggio di Tatiana Huezo. I suoi due precedenti documentari, El lugar más pequeño (2011) e Tempestad (2016), formano con questo film una "trilogia di dolore e trauma".

## Distribuzione
Il film ha partecipato nella sezione Orizzonti al 57º Festival Internazionale del Cinema di Karlovy Vary, al 27° Lima Film Festival nella sezione Documentari, e al 71º Festival Internazionale del Cinema di San Sebastián.

## Accoglienza
Su Rotten Tomatoes, il film ha un indice di gradimento del 100% basato su 6 recensioni, con una valutazione media di 9/10. Su Metacritic, ha un punteggio medio ponderato di 91 su 100 basato su 5 recensioni, indicando "acclamazione universale".